# 1924 год в кино

## Фильмы

### Мировое кино
- «Алчность»/Greed, Германия (реж. Эрих фон Штрогейм)
- «Антракт»/Entr’acte, Франция (реж. Рене Клер)
- «Багдадский вор»/The Thief of Bagdad, США (реж. Рауль Уолш)
- «Душа артистки»/Âme d’artiste, Франция (реж. Жермен Дюлак)
- «Нибелунги: Зигфрид»/Die Nibelungen: Siegfried, Германия (реж. Фриц Ланг)
- «Последний человек»/Der Letzte Mann, Германия (реж. Фридрих Вильгельм Мурнау)
- «Руки Орлака»/Orlacs Hände, Австрия (реж. Роберт Вине)
- «Сага об Иёсте Бёрлинге»/Gösta Berlings saga, Швеция (реж. Мориц Стиллер)
- «Шерлок-младший»/Sherlock Jr., США (реж. Бастер Китон)

### Советское кино

#### Азербайджанская ССР
- Сова (реж. Георгий Кравченко)

#### Фильмы РСФСР
- «Аэлита», (реж. Яков Протазанов)
- «Банда батьки Кныша», (реж. Александр Разумный)
- «Конец рода Лунич», (реж. Олег Фрелих)
- «Красный газ», (реж. Калабухов, Иван ГригорьевичИван Калабухов)
- «Необычайные приключения мистера Веста в стране большевиков», (реж. Лев Кулешов)
- «Самый юный пионер», (реж. Константин Державин)
- «Хозяин Чёрных скал», (реж. Пётр Чардынин)

### Документальное кино
- Кино-глаз (реж. Дзига Вертов).

## Персоналии

### Родились
- 12 января — Крсто Шканата, сербский кинорежиссёр-документалист и сценарист.
- 27 января — Сабу, американский актёр индийского происхождения.
- 31 января — Тенгиз Абуладзе, грузинский советский кинорежиссёр, народный артист СССР, лауреат Ленинской премии.
- 2 февраля — Христо Ганев, болгарский писатель, сценарист, режиссёр и актёр.
- 20 февраля — Эуджен Барбу, румынский писатель, журналист, сценарист и политик.
- 27 марта — Хидэко Такаминэ, японская актриса.
- 4 апреля — Марлон Брандо, американский актёр кино и телевидения, кинорежиссёр и политический активист.
- 6 апреля — Янник Беллон, французская режиссёр, сценарист, продюсер и монтажёр.
- 9 апреля — Франчиск Мунтяну, румынский писатель, сценарист и кинорежиссёр.
- 16 апреля — Генри Манчини, американский кинокомпозитор и дирижёр.
- 23 апреля — Рут Лойверик, немецкая актриса.
- 28 апреля — Донатас Банионис, литовский актёр, народный артист СССР.
- 14 июля — Лучиан Брату, румынский кинорежиссёр.
- 5 августа — Емил Петров, болгарский киновед, литературовед, литературный и кинокритик.
- 23 августа
  - Ван Даньфэн, китайская актриса.
  - Георги Тутев, болгарский композитор и дирижёр.
- 2 сентября — Кнуд Лейф Томсен, датский кинорежиссёр и сценарист.
- 28 сентября — Марчелло Мастроянни, итальянский актёр.
- 22 октября — Димитр Петров, болгарский кинорежиссёр и сценарист.
- 30 октября — Владимир Гуляев, актёр театра и кино, заслуженный артист РСФСР.
- 1 ноября — Ян Чуржик, чешский кинооператор, сценарист и кинорежиссёр.
- 14 декабря — Радж Капур, индийский актёр, режиссёр и сценарист.

### Скончались
- 22 марта — Луи Деллюк, французский кинорежиссёр, кинокритик и сценарист.
- 10 мая — Ева Мэй, австрийская актриса.
- 19 ноября — Томас Инс, американский кинорежиссёр и кинопродюсер, «отец вестерна».